# Число Бринкмана
Число Бринкмана ({\displaystyle \mathrm {Br} }) — критерий подобия в гидродинамике (неньютоновских жидкостей), равный отношению энергии, переданной жидкости от нагретой стенки к энергии, теряемой жидкостью на трении. Оно может быть определено как:
{\displaystyle \mathrm {Br} ={\frac {\eta v^{2}}{\varkappa \Delta T}},}
где:
- {\displaystyle \eta } — динамическая вязкость;
- {\displaystyle \varkappa } — теплопроводность;
- {\displaystyle \Delta T=T_{2}-T_{1}} — разность температур стенки (2) и жидкости (1);
- {\displaystyle v} — скорость.

Число Бринкмана можно также выразить как произведение числа Эккерта на число Прандтля
{\displaystyle \mathrm {Br} =\mathrm {Ec} \cdot \mathrm {Pr} }
Название числа связано с именем Х.Бринкмана (Hendrik Brinkman), которому принадлежат исследования в области теплообмена в движущихся жидкостях. Название «число Бринкмана» было, по-видимому, предложено в 1958 году.